# Brevipalpus spurcus
Brevipalpus spurcus är en spindeldjursart som beskrevs av Mohammad Nazeer Chaudhri 1972. Brevipalpus spurcus ingår i släktet Brevipalpus och familjen Tenuipalpidae. Inga underarter finns listade.